# Сон Сунь
Сон Сунь (1987 ) — китайський математик, фахівець з геометрії та топології.  
З 2018 року доцент кафедри математики Каліфорнійського університету в Берклі.

## Біографія
Сунь навчався у середній школі Хуайнін в окрузі Хуайнін, Аньхой, Китай, перш ніж його зарахували до спеціального класу для обдарованої молоді в Університеті науки і технологій Китаю у 2002 році. 
 
Після закінчення програми зі ступенем бакалавра у 2006 році, він переїхав до Сполучених Штатів, щоб продовжити навчання в Університеті Вісконсіна, де здобув ступінь доктора філософії з математики (диференціальна геометрія) у 2010 році. 

,
під орудою Сюсюн Чен, а його дисертація мала назву «Кемпф». – Теорема Несса та єдиність екстремальних метрик». [3]
Сан працював науковим співробітником в Імперському коледжі Лондона, перш ніж стати доцентом в Університеті Стоні Брук у 2013 році. 

З 2018 доцент на кафедрі математики Каліфорнійського університету в Берклі.

## Нагороди та визнання
- 2014: стипендія Слоуна[en][3];
- 2018: запрошений доповідач на Міжнародному конгресі математиків у Ріо-де-Жанейро[5]
- 2019: премія Освальда Веблена з геометрії (спільно з Сюсюн Ченом і Саймоном Дональдсоном);
- 2021: премія «Прорив у математиці – нові горизонти в математиці»[6];

## Доробок
- Donaldson, Simon; Sun, Song (2014). Gromov-Hausdorff limits of Kähler manifolds and algebraic geometry. Acta Math. 213 (1): 63—106. doi:10.1007/s11511-014-0116-3. S2CID 120450769.
- Chen, Xiuxiong; Donaldson, Simon; Sun, Song (2015). Kähler-Einstein metrics on Fano manifolds. I: Approximation of metrics with cone singularities. J. Amer. Math. Soc. 28 (1): 183—197. arXiv:1211.4566. doi:10.1090/S0894-0347-2014-00799-2. S2CID 119641827.
- Chen, Xiuxiong; Donaldson, Simon; Sun, Song (2015). Kähler-Einstein metrics on Fano manifolds. II: Limits with cone angle less than 2π. J. Amer. Math. Soc. 28 (1): 199—234. arXiv:1212.4714. doi:10.1090/S0894-0347-2014-00800-6. S2CID 119140033.
- Chen, Xiuxiong; Donaldson, Simon; Sun, Song (2015). Kähler-Einstein metrics on Fano manifolds. III: Limits as cone angle approaches 2π and completion of the main proof. J. Amer. Math. Soc. 28 (1): 235—278. arXiv:1302.0282. doi:10.1090/S0894-0347-2014-00801-8. S2CID 119575364.